# Chuối Goldfinger
Chuối Goldfinger (FHIA-01) là giống chuối được trồng và phát triển ở Honduras. Giống cây trồng, được phát triển tại Quỹ nghiên cứu nông nghiệp của người Honduras (FHIA), đã được nhân giống để kháng sâu bệnh (đặc biệt là chống lại bệnh đen lá - black sigatoka) và năng suất cây trồng.

## Phân loại
Chuối FHIA-01 Goldfinger là giống lai tứ bội (AAAB) của giống Musa acuminata × balbisiana (AAB) ' Prata-anã ' (một giống ba lá xuất hiện tự nhiên từ Brazil) và giống SH-3142.
SH-3142 được phát triển từ con lai giữa SH-1734 và Musa acuminata (AA) ' Pisang jari buaya ' từ Papua New Guinea.
Lần lượt SH-1734, được phát triển từ Musa acuminata (AA) ' Lidi ' (từ Sumatra), Musa acuminata (AA) ' Sinwobogi ' (từ Papua New Guinea) và Musa acuminata (từ Philippines).
Tên đầy đủ của nó là Musa acuminata × balbisiana (Tập đoàn AAAB) 'FHIA-01 Goldfinger'.

## Lịch sử
Nguồn gốc của sự phát triển của Goldfinger có thể bắt nguồn từ một sáng kiến phát triển các giống chuối mới của United Fruit Company bắt đầu từ đầu năm 1959. Điều này sau đó đã được đưa lên bởi Quỹ nghiên cứu nông nghiệp của Trinidad, được hỗ trợ bởi các tổ chức như Trung tâm nghiên cứu phát triển quốc tế của Canada (IDRC). Sáng kiến đã thu hút nguồn gen của hơn 800 giống chuối từ Đông Nam Á. Trong suốt quá trình phát triển của chuối, các nhà phát triển đã cho rằng lai tạo thông thường quan trọng hơn các phương tiện thay thế, chẳng hạn như kỹ thuật di truyền.
Bước đột phá lớn đầu tiên đến vào năm 1977, với sự phát triển của một giống lai cung cấp kích thước buồng chuối tốt, và có khả năng chống lại cả tuyến trùng đào và Race 4 của bệnh Panama. Khả năng kháng sâu bệnh của chuối, được cải thiện hơn nữa về sau, có các khía cạnh về môi trường và kinh tế. Hóa chất chống nấm có giá hơn 750 đô la một ha mỗi năm và rất có hại cho môi trường.
Goldfinger được IDRC công bố tại Canada vào năm 1994.

## Phát triển
Goldfinger mất nhiều thời gian hơn các giống chuối khác để trưởng thành, nhưng có khả năng chống lạnh, gió và sâu bệnh tốt hơn. Nó phát triển đến 4,3 mét (14   đôi chân).

## Tiêu dùng
Mặc dù Goldfinger có thể ăn được trong khi vẫn còn xanh (ví dụ như ở dạng snack), nhưng nó hấp dẫn nhất đối với các thị trường phương Tây khi chín muồi. Trong hình thức này, mục đích đã nêu của Goldfinger là thay thế chuối Cavendish phổ biến hơn nhiều, về cơ bản là chuối tráng miệng duy nhất được bán ở thị trường Bắc Mỹ và Châu Âu. Kể từ khi ra mắt, Goldfinger đã gây chú ý ở một số thị trường nhất định là Australia, nhưng vẫn chưa làm được điều đó ở Bắc Mỹ và Châu Âu.